# Ізбищенська сільська рада
Ізбищенська сільська рада — (біл. Ізьбішчанскі сельсавет), адміністративно-територіальна одиниця в складі Логойського району розташована в Мінській області Білорусі. Адміністративний центр — Ізбище.
Ізбищенська сільська рада розташована на межі центральної Білорусі, у північній частині Мінської області, на північний захід від Логойська.
До складу сільради входять такі населені пункти:
- Ізбище
- Матеєво
- Попівці
- Саковичі
- Хатень
- Шамівка
- Юрилово